# Hans Rudolf Gysin

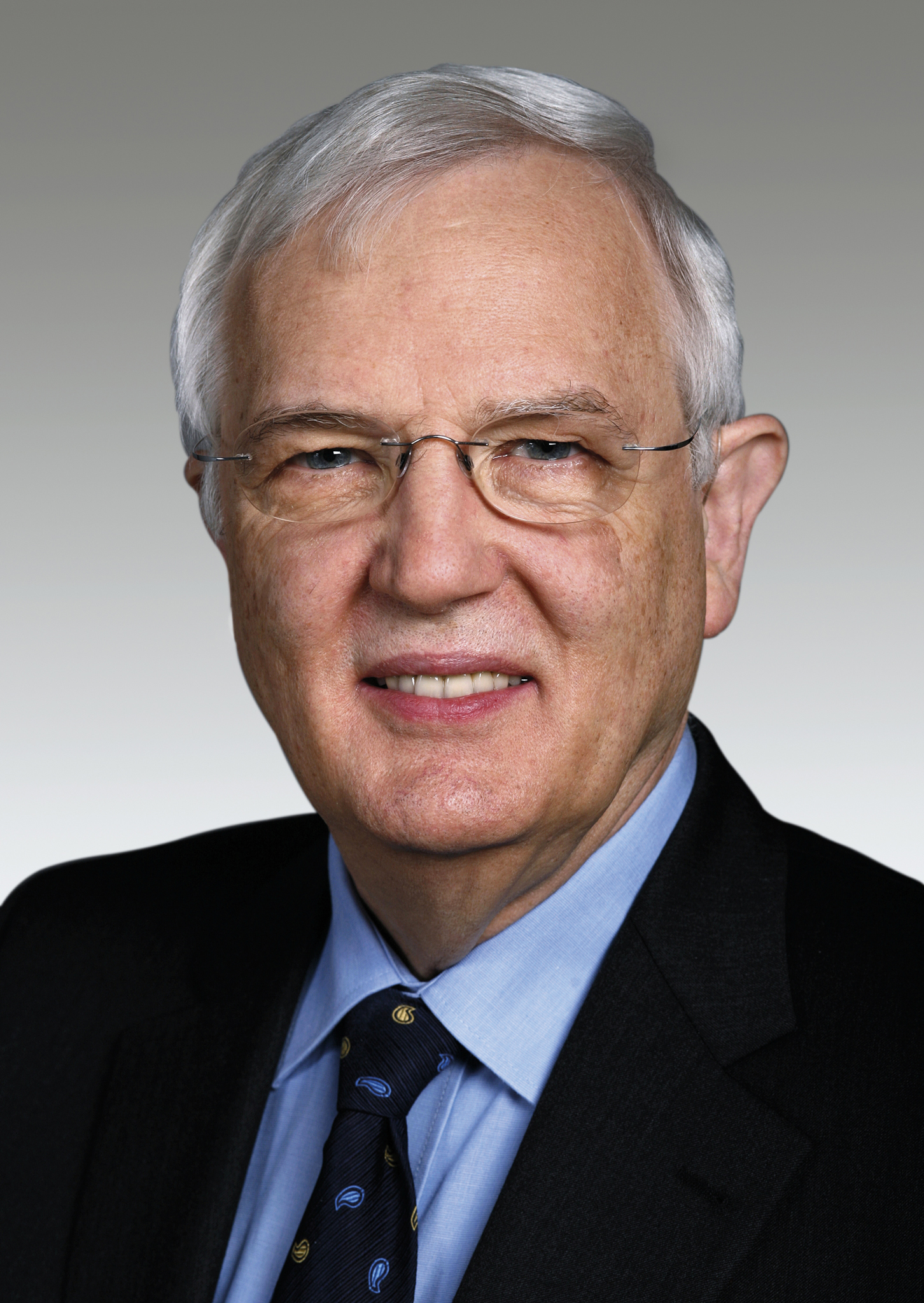
Hans Rudolf Gysin (2007)

Hans Rudolf Gysin (* 29. Dezember 1940 in Basel; heimatberechtigt in Arisdorf; † 19. August 2023) war ein Schweizer Politiker (FDP) und Mitglied des Nationalrates.

## Leben
Hans Rudolf Gysin gehörte ab 1987 dem Nationalrat an und war damit bei seinem Rücktritt auf die Wahlen 2011 hin einer der amtsältesten Parlamentarier im Bundeshaus. Während dieser Zeit gehörte er insgesamt sechs verschiedenen Kommissionen an. Vor seiner nationalen Politkarriere war er von 1979 bis 1988 Mitglied des Landrats des Kantons Basel-Landschaft und politisierte im Prattler Einwohnerrat.
1968 übernahm Gysin die Leitung des seinerzeitigen Kantonalen Gewerbeverbands, daraus entstand die Wirtschaftskammer Baselland, die er bis 2012 als Direktor führte. Als Direktor galt er aufgrund seiner Macht als «sechster Regierungsrat».
Er war verheiratet und hatte einen Sohn. Gysin starb am 19. August 2023 im Alter von 82 Jahren.